# Kento Hashimoto
Kento Hashimoto (橋本 拳人 Hashimoto Kento?), född 16 augusti 1993 i Tokyo, är en japansk fotbollsspelare.
Hashimoto spelade 5 landskamper för det japanska landslaget.